# 西盟ワ族自治県
西盟ワ族自治県（せいめいワぞくじちけん）は中華人民共和国雲南省普洱市に位置する自治県。面積1391平方キロ、人口8万人（2003年）。巨大な木製の太鼓を使用する木鼓祭で有名。

## 行政区画
- 鎮:勐梭鎮、勐卡鎮、翁嘎科鎮、中課鎮、新廠鎮
- 郷:岳宋郷
- 民族郷:力所ラフ族郷